# Jason Castro (baseball)
Pour les articles homonymes, voir Castro.
Jason Michael Castro (né le 18 juin 1987 à Castro Valley, Californie, États-Unis) est un receveur des Astros de Houston de la Ligue majeure de baseball. 

## Carrière
Après des études secondaires à la Castro Valley High School de Castro Valley (Californie), Jason Castro est repêché le 7 juin 2005 par les Red Sox de Boston au 43e tour de sélection. Il repousse l'offre, et suit des études supérieures à l'Université Stanford où il porte les couleurs du Stanford Cardinal de 2006 à 2008. En trois saisons à Stanford, il dispute 162 matchs pour une moyenne au bâton de 0,309 et 18 coups de circuit. 
Castro rejoint les rangs professionnels à la suite du repêchage amateur du 5 juin 2008 au cours de laquelle il est sélectionné au premier tour (10e choix) par les Astros de Houston. Il perçoit un bonus de deux millions dollars à la signature de son premier contrat professionnel. 

### Astros de Houston
Il passe deux ans en ligues mineures avant d'effectuer ses débuts en Ligue majeure le 22 juin 2010 avec Houston, dans un match face à San Francisco. Lors de sa première présence au bâton dans les grandes ligues, il récolte son premier coup sûr, un simple aux dépens de Tim Lincecum des Giants. Il obtient son premier coup de circuit et produit son premier point le 24 juin, toujours contre San Francisco, alors qu'il claque un coup en solo face au lanceur Matt Cain. Il frappe pour ,205 de moyenne au bâton en 67 matchs avec 40 coups sûrs, deux circuits et 8 points produits en 2010.
Il se blesse au genou droit lors d'un match pré-saison durant l'entraînement de printemps 2011 et doit subir une opération qui le tient à l'écart du jeu pendant un an. Il effectue son retour au début de la saison 2012 des Astros et dispute 87 matchs cette saison-là, frappant pour ,257 avec 66 coups sûrs, 6 circuits et 29 points produits.

### Twins du Minnesota
Castro rejoint les Twins du Minnesota pour la saison 2017.

## Statistiques
En saison régulière
| Statistiques de frappeur |           |     |      |     |     |     |    |    |     |    |       |
| Saison                   | Équipe    | G   | AB   | R   | H   | 2B  | 3B | HR | RBI | SB | BA    |
| 2010                     | Houston   | 67  | 195  | 26  | 40  | 8   | 1  | 2  | 8   | 0  | 0,205 |
| 2012                     | Houston   | 87  | 257  | 29  | 66  | 15  | 2  | 6  | 29  | 0  | 0,257 |
| 2013                     | Houston   | 120 | 435  | 63  | 120 | 35  | 1  | 18 | 56  | 2  | 0,276 |
| 2014                     | Houston   | 126 | 465  | 43  | 103 | 21  | 2  | 14 | 56  | 1  | 0,222 |
| 2015                     | Houston   | 104 | 337  | 38  | 71  | 19  | 0  | 11 | 31  | 0  | 0,211 |
| 2016                     | Houston   | 113 | 329  | 41  | 69  | 16  | 3  | 11 | 32  | 2  | 0,210 |
| 2017                     | Minnesota | 110 | 356  | 49  | 86  | 22  | 0  | 10 | 47  | 0  | 0,242 |
| 2018                     | Minnesota | 19  | 63   | 4   | 9   | 3   | 0  | 1  | 3   | 0  | 0,143 |
| Totaux                   |           | 746 | 2437 | 293 | 564 | 139 | 9  | 73 | 262 | 5  | 0,231 |

Note: G = Matches joués ; GS = Matches comme lanceur partant ; CG = Matches complets ; SHO = Blanchissages ; 
V = Victoires ; D = Défaites ; SV = Sauvetages ; IP = Manches lancées ; SO = retraits sur des prises ; ERA = Moyenne de points mérités.